# Rafael Gambra
Rafael Gambra Ciudad, né à Madrid le 21 juillet 1920 et mort dans la même ville le 13 janvier 2004, est un ecrivain, philosophe et homme politique espagnol, chef délégué de la Communion traditionaliste reconstituée (es) et considéré comme l’un des penseurs clé du traditionalisme tardif. Auteur de travaux sur la théorie de l'État, il est surtout connu comme auteur de livres traitant de la laïcisation de la culture de l'Europe occidentale à l'ère de la société de consommation. En tant qu'homme politique, il est reconnu comme un théoricien plutôt que comme un protagoniste actif, bien qu'après 2001, il ait brièvement dirigé l'une des branches carlistes.

## Famille et jeunesse

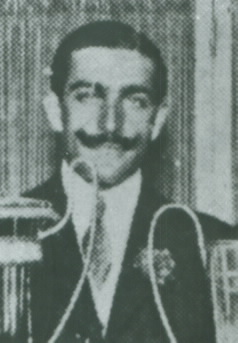
José Ciudad Aurioles, son grand-père maternel.

La lignée paternelle de Rafael Gambra est liée depuis des générations à la vallée de Roncal, dans les Pyrénées navarraise. Les Gambra se sont fait un nom en combattant les Français en 1809. Le grand-père de Rafael, Pedro Francisco Gambra Barrena (mort en 1930), épousa une descendant de la famille Sanz, comptant plusieurs militaires de renom de la cause carliste ; lui-même accéda à des postes élevés au ministère de l'Économie. Son fils, le père de Rafael, Eduardo Gambra Sanz (1878-1964) était architecte. Ses travaux les plus reconnus sont la conception de l'immeuble de La Gran Peña (es) sur la Gran Vía à Madrid et la rénovation du palais de Miraflores (es) dans la même ville, marqués par une tentative de réactiver la splendeur de l'architecture espagnole historique. En 1915, il épousa Rafaela Ciudad Villalón (morte en 1947), née à Séville mais ayant grandi à Madrid et issue d'une famille connue de la politique nationale ; son père José Ciudad Aurioles (es)  fut député aux Cortes du début du XXe siècle jusqu'au début des années 1920, puis longtemps sénateur, et président du Tribunal suprême entre 1917 et 1923. Le couple n'eut qu'un enfant.
Né et élevé à Madrid, Rafael passa une grande partie de son enfance dans la vallée de Roncal, dont il  chérit plus tard l'héritage navarrais ; dans l'historiographie, il est considéré comme un Navarrais plutôt que comme un Madrilène ou un Castillan, parfois surnommé « maestro navarro », « arquetipo navarro », « buen navarro » ou « vasco-navarro roncalés »,. Il fut élevé dans un milieu profondément catholique ; politiquement, son père sympathisait avec le carlisme et sa mère, bien que venant d'une famille libérale, affichait également un penchant conservateur. Il fit d'abord fait ses études au Colegio del Pilar marianiste de Madrid ; dès l'école primaire, il se montra attiré par la littérature et lisait des livres pendant que ses collègues jouaient au football ; au début de son adolescence, il s'engagea dans l'Asociación Católica de Propagandistas,,.

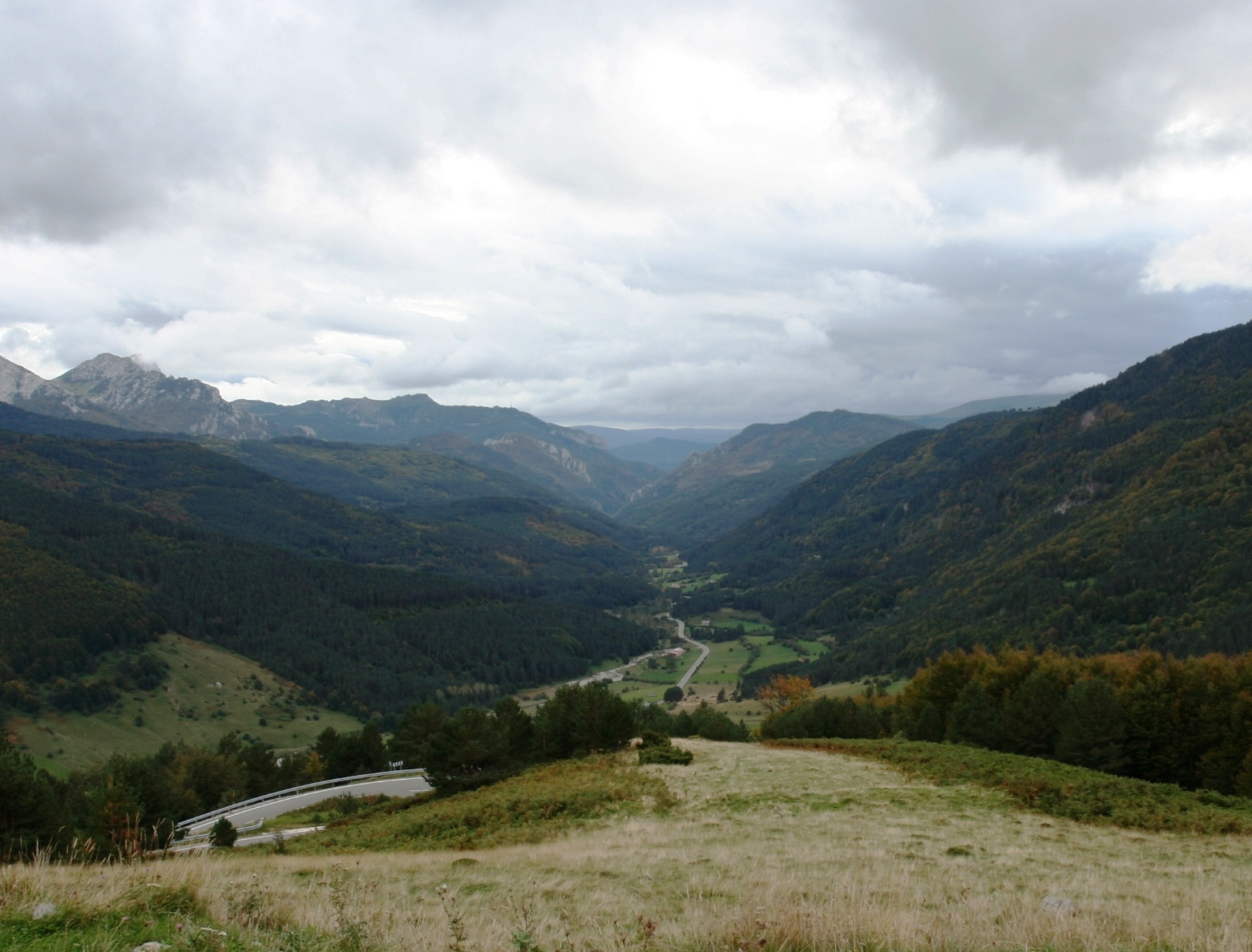
La vallée de Roncal, vue depuis la partie supérieure de la.

Au moment de la tentative de coup d'État de juillet 1936, Rafael Gambra passait des vacances d'été à Roncal avec sa famille. Âgé de 16 ans, il se porta volontaire au régiment de requetés d'Abárzuza, qui en quelques jours prit position au col de Guadarrama (es) et tenta une percée à travers la Sierra de Guadarrama. José Ulíbarri, curé catholique d' Úgar et commandant temporaire de l'unité, resta l'ami de Gambra et devint une sorte de mentor pour lui. Il passa les 2 années suivantes sur la ligne de front stationnaire dans la Sierra, jusqu'à son départ en juillet 1938 pour suivre une formation d'enseigne (alférez). En février 1939, il fut détaché auprès du régiment de l'Alcázar, commandant un peloton de la quatrième compagnie d'infanterie. Ayant atteint Llíria (Valence) au moment de la victoire nationaliste, il reçut de nombreuses décorations militaires,,.
Rafael Gambra épousa à Carmela Gutiérrez de Gambra (es) (1921-1984), traductrice, professeure d'histoire et géographie dans le secondaire, et auteure d'une trentaine de romans publiés sous le pseudonyme de Miguel Arazuri et dont certains connurent une certaine popularité. Elle fut également fondatrice et gérante de Fundación Stella, une entreprise de radio indépendante. Le couple eut trois enfants,, dont deux garçons. L'un d'eux, Andrés Gambra Gutiérrez, est professeur d'histoire médiévale et membre de la direction de l'Université Roi Juan Carlos, tandis que l'autre, José Miguel Gambra Gutiérrez (es), est philosophe et universitaire. Tous deux exercent à Madrid  et sont des militants traditionalistes actifs — José Miguel dirige la branche carliste de Sixte-Henri de Bourbon-Parme depuis 2010 —.[réf. nécessaire]

## Études

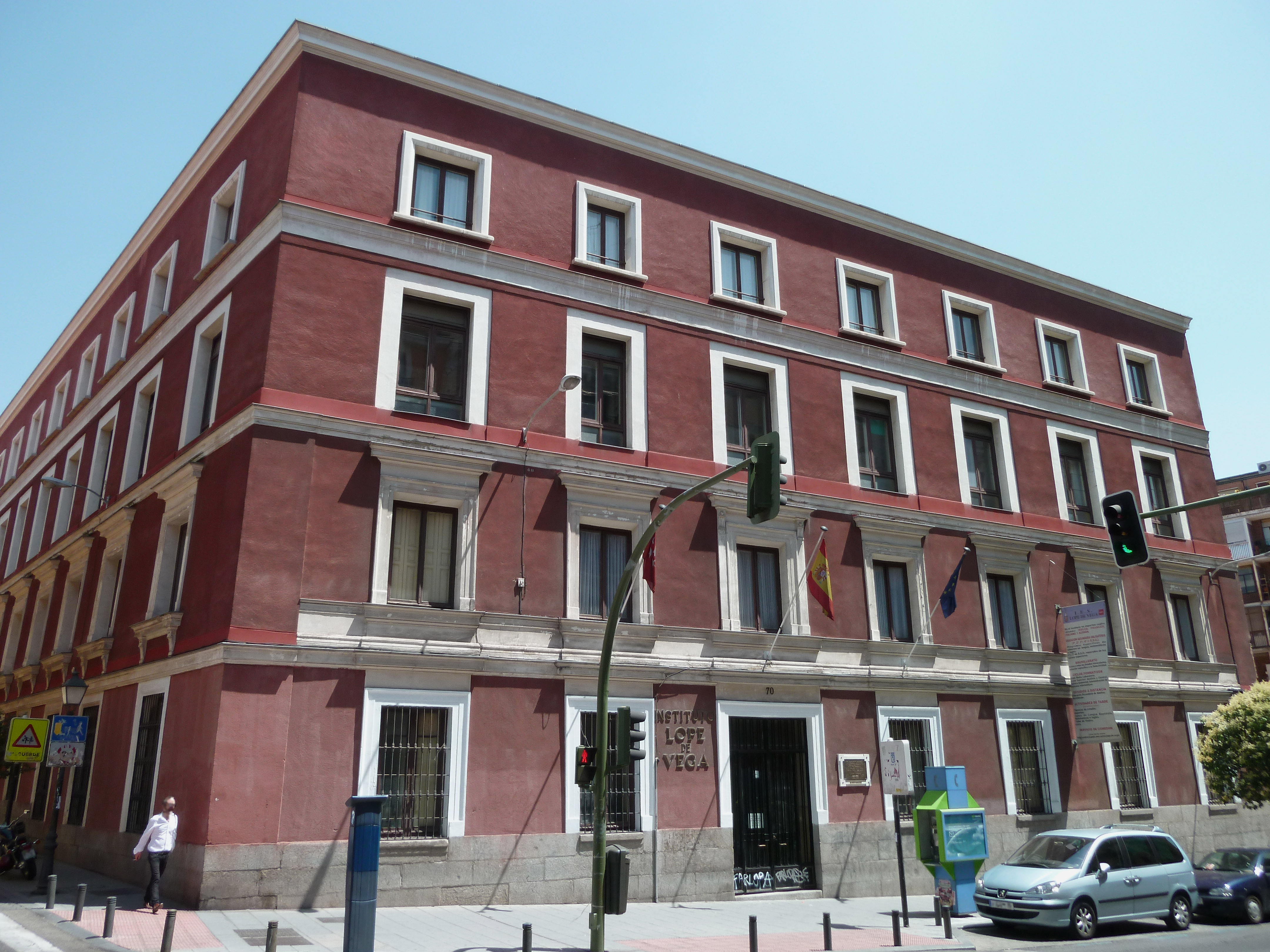
Institut Lope de Vega, Madrid.

En 1939, Gambra s'inscrivit à la faculté de lettres et de philosophie de l'Université Centrale  de Madrid. Influencé par Manuel García Morente et Salvador Minguijón Adrián, il obtint son diplôme en 1942. Un an plus tard, il entra dans le corps de catedráticos de Enseñanza Secundaria (es) (équivalent de celui des professeurs agrégés en France). Promu inspecteur national de l'enseignement secondaire en 1945, Gambra obtint un doctorat de philosophie avec une thèse consacrée à l'approche post-hégélienne de la méthodologie historiographique intitulée La interpretación materialista de la historia (una investigación social-histórica a la luz de la filosofía actual) ; L'œuvre, promue par Juan Zaragüeta y Bengoechea (es), était en substance une revue très critique de Marx et Feuerbach et fut publiée en 1946.
Dès le début des années 1940, Gambra assuma des tâches d'enseignement à l'académie Vázquez de Mella de Madrid, une institution éducative et culturelle carliste semi-officielle, nommée en l'honneur de Juan Vázquez de Mella ; il dispensait des cours sur la théorie traditionaliste de la philosophie, de l'État et de la politique,. En 1943, il s'installa à Pampelune, embauché par l'Institut Príncipe de Viana,, une institution culturelle proche du carlisme gérée par les autorités provinciales. Au cours des 12 années suivantes, Gambra travailla à l'Institut en tant que professeur de philosophie. Au début des années 1950, il espérait visiblement rejoindre une hypothétique Université du Pays-basco-navarrais dont la mise en place était défendue à l'époque. Cependant, lorsque l'université de Navarra devint une entreprise privée détenue par l'Opus Dei en 1952, Gambra n'y participa pas ; il rejeta également une opportunité de poursuivre des recherches et éventuellement des études en Angleterre. Au milieu des années 1950, il retourna à Madrid et s'impliqua dans les réformes gouvernementales de l'enseignement secondaire. Il enseigna dans plusieurs centres secondaires, notamment au lycée Lope de Vega (es) au milieu des années 1960, dont il devint plus tard directeur adjoint. Dans le cadre de ses responsabilités au ministère de l'Éducation, il souhaitait lutter contre « l'érosion de la spiritualité » et des « valeurs » — susceptible selon lui de compromettre l'égalité des chances — et, au début des années 1960, s'opposa aux changements technocratiques qui étaient proposés et furent finalement introduits. Il coopéra également avec l'université Complutense, en particulier avec le centre associé San Pablo CEU, géré par l'ACdP. Gambra continua à collaborer avec le CEU après sa séparation formelle de la Complutense pour devenir une université indépendante en 1963.

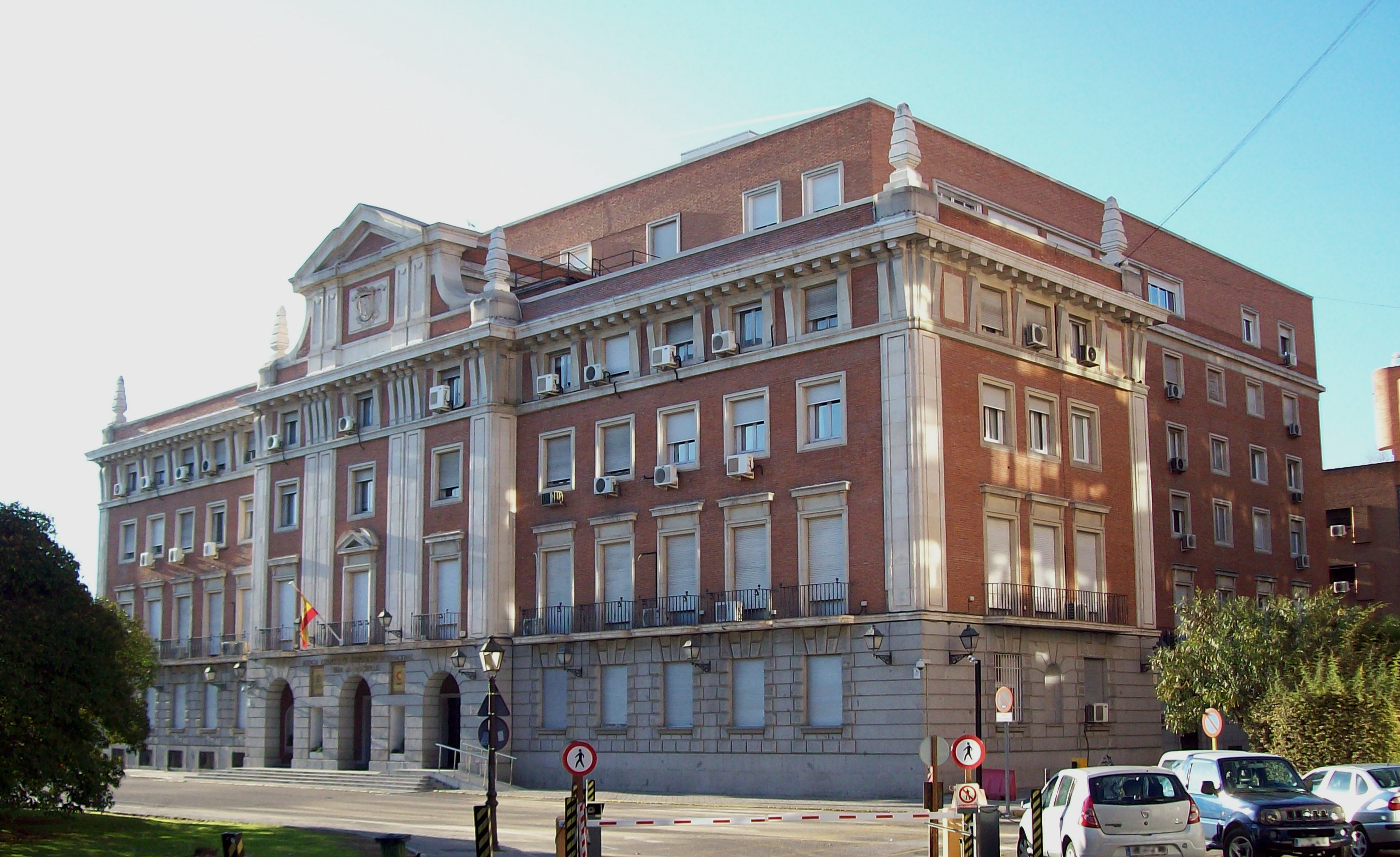
Institut de culture hispanique.

Gambra poursuivit également son travail d'enseignement dans différentes institutions culturelles. Jusqu'au début des années 1960, il donna des conférences à l'Athénée de Madrid, alors dirigé par Florentino Pérez Embid (es), et à l'Institut de culture hispanique, un établissement créé par les autorités franquistes pour cultiver les liens avec l'Amérique hispanique. Au milieu des années 1960, il commença à s'engager dans le Centre d'études historiques et politiques General Zumalacárregui — nommé en l'honneur du célèbre général carliste Tomás de Zumalacárregui —, basé à Madrid, un groupe de réflexion créé pour diffuser la pensée traditionaliste et contrer les courants progressistes du carlisme.

En termes généraux, la pensée de Gambra s'inscrit dans la tradition platonicienne mais est principalement redevable à saint Thomas d'Aquin ; il est parfois décrit comme membre de l'école néo-scolastique,. Sa vision du christianisme a été influencée par Gustave Thibon, Étienne Gilson, Romano Guardini et, partiellement, Max Scheler. Du point de vue philosophique il a également été rapproché d'Albert Camus et d'autres existentialistes français, tandis que sa théorie de la politique et de l'État se trouve dans la lignée d'Alexis de Tocqueville, Karl von Vogelsang et surtout Juan Vázquez de Mella.
Le principal fil conducteur de la pensée de Gambra est le rejet de la civilisation fondée sur le rationalisme et la promotion d'une conception traditionaliste. La vie humaine est comprise comme un engagement envers l’ordre divin et l’identité humaine comme un lien entre le soi et l'appartenance à la communauté,. L’homme est perçu en premier lieu comme un être social — non autonome —, exprimé principalement à travers son rôle dans la société ; de même, la vie consiste à contribuer au bien commun, qui est incompatible avec l’individualisme ou le libéralisme. La société elle-même est régie par la nature, l'animalité et la rationalité bien que la religion, en tant que facteur transcendant, soit un élément indispensable de l'équation sociale. Une telle entité politique s'exprime le mieux à travers une « société de devoirs », unie par un objectif et une inspiration religieuse communs. Pour être stable une organisation publique doit être basée sur une orthodoxie acceptée, sous peine de conduire à une simple coexistence plutôt qu'à une communauté,, c'est pourquoi Gambra préconisait l'assomption de la doctrine par la société,, avec un respect pour l'hétérodoxie privée,.

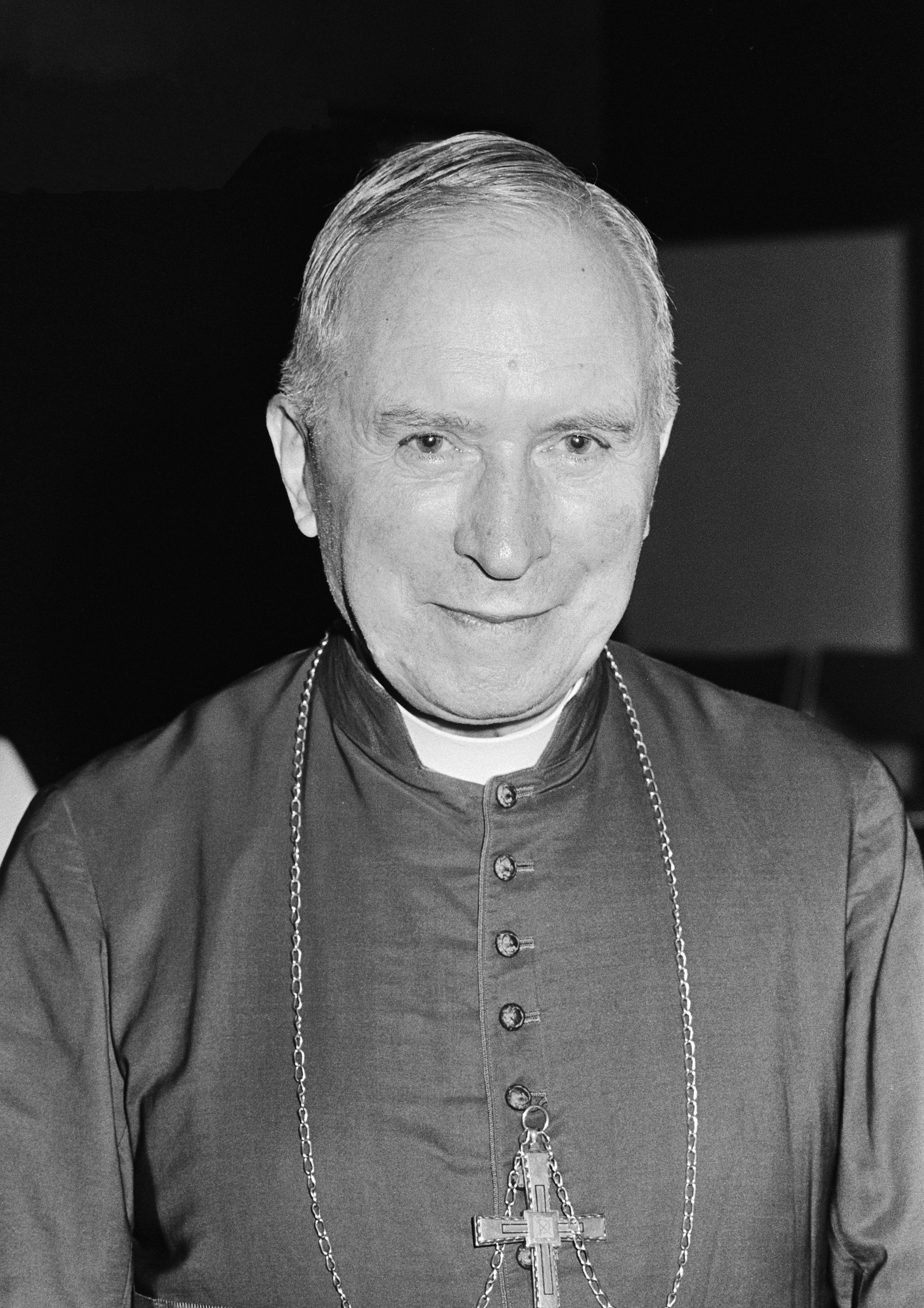
Le spiritain Marcel Lefebvre, qui avait la sympathie de Rafael Gambra (photo de 1981).

## Pensée

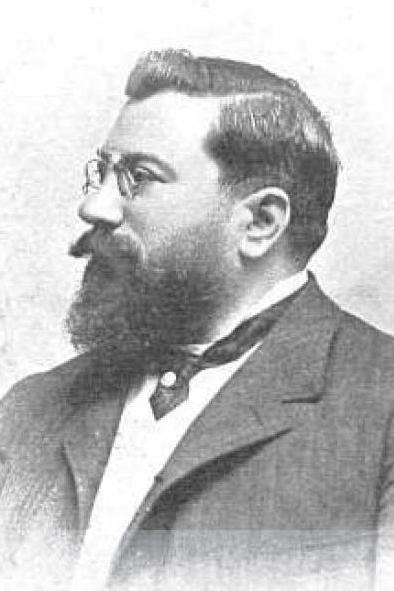
Juan Vázquez de Mella.

Selon Gambra, la meilleure expression du soi social d'un humain se fait à travers la tradition, considérée comme une évolution accumulée et irréversible fournissant un principe gouvernant les sociétés historiques et incompatible avec les changements révolutionnaires. Dans le cas de l'Espagne, la tradition est incarnée dans la monarchie héréditaire en opposition aux chefs d'État élus, par la structure fédérative,, en opposition à l'État-nation unitaire,, dans la représentation « organique » par opposition à la démocratie parlementaire centrée sur l'individu et sujette à la corruption, dans l'orthodoxie catholique par opposition à un régime laïque ou neutre et des structures administratives en retrait par opposition à un l'État moderne et omnipotent,. Politiquement, le carlisme  avait été le gardien d'une telle tradition,, ; il ne l'était pas seulement en tant que regroupement politique ou sentiment romantique, mais plutôt en tant qu'essence même du soi espagnol.
Un élément récurrent de la pensée de Gambra, considéré par certains comme sa clé, est l'opposition au format moderne de la religiosité. Il tenait Maritain et Teilhard de Chardin pour responsables de la ruine du christianisme,, qu'ils avaient transformé en une « nouvelle religion humaniste » acceptant sa capitulation devant la révolution laïcisante après 150 ans,, de lutte. Extrêmement critique envers Vatican II,, — il fut souvent qualifié d’intégriste,, —, il considérait Dignitatis Humanae — déclaration du concile sur la liberté religieuse —incompatible avec la tradition,, l'effort novateur du Vatican signifiant la mise à bas du christianisme et la réduction de l'intégrité catholique à une simple « inspiration chrétienne ». Gambra exprima de vives critiques envers le progressisme des autorités ecclésiastiques, adoptant une perspective propre de l'extrême droite. Ces critiques étaient souvent combinées à des attaques contre l'idée européenne, qu'il considérait comme un euphémisme dénotant une idéologie militante et antichrétienne, et s'opposait à son implantation en Espagne. Il n’était pas tant antidémocratique qu’opposant à la déification de la démocratie, et en particulier de la position centrale, sinon exclusive, qu’elle revendiquait dans l’espace public.

## Œuvres

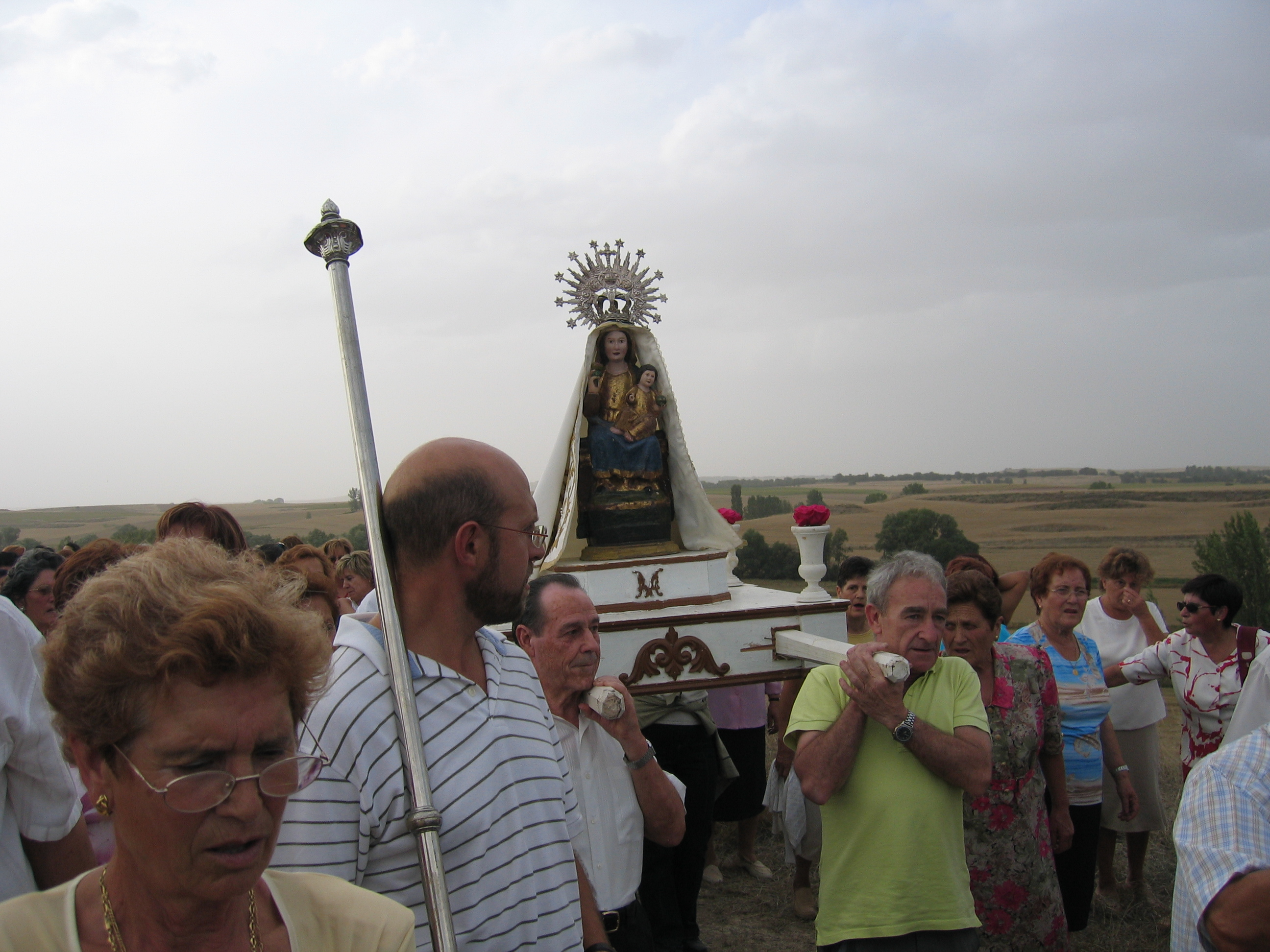
Romería à Presencio (Burgos).

Les œuvres les plus populaires de Gambra furent des manuels d'histoire de la philosophie : Historia sencilla de la filosofía (« Histoire simple de la philosophie », 1961) et Curso elemental de filosofía (1962, « Cours élémentaire de philosophie ») ; adressés aux débutants, ils furent réédités à de nombreuses reprises et servirent d'introductions à la philosophie extrêmement populaires pour des générations d'étudiants espagnols jusqu'au début du XXIe siècle,. La première édition du second fut co-écrite avec Gustavo Bueno, qui fut exclu des éditions suivantes sur décision de l'éditeur. Après la chute du franquisme, Bueno affirma que le résultat de son propre travail avait été simplement réédité par Gambra. En 1970, ces ouvrages furent complétés par La filosofía católica en el siglo XX (« La Philosophie catholique au XXe siècle »).
Les théories de Gambra sur la société et l'État ont été exposées dans trois ouvrages : sa thèse de doctorat La interpretación materialista de la historia (« L'interprétation matérialiste de l'histoire », 1946), La monarquía social y representativa en el pensamiento tradicional (« La monarchie sociale et représentative dans la pensée traditionnelle », 1954) et Eso que llaman estado (« Ce qu'on appelle l'État », 1958). La monarquía, avec certains travaux similaires publiés presque simultanément par Elías de Tejada, sont devenus des ouvrages de référence de théorie politique traditionaliste, tandis que Eso que llaman estado fit l'objet de discussions dans la presse de l'époque.
Les œuvres ayant eu le plus grand impact auprès du grand public sont quatre livres axés sur la culture contemporaine : La unidad religiosa y el derrotismo católico (« L'unité religieuse et le défaitisme catholique », 1965), El silencio de Dios (« Le silence de Dieu », 1967), Tradición o mimetismo (« Tradition ou mimétisme », 1976) et El lenguaje y los mitos (« Le langage et les mythes », 1983). Les deux premiers sont centrés sur la laïcisation des politiques occidentales ; opposés à la démocratie-chrétienne et à Vatican II,, ils exploraient les racines du déclin culturel perçu, tentaient de redéfinir la tradition en opposition au progrès et s'efforçaient de démontrer comment les multiples progrès des siècles derniers avaient donné à l'homme un faux sentiment de maîtrise. Tradición o mimetismo était totalement en désaccord avec l'esprit prévalant lors de la transition démocratique espagnole ; il fut pour cette raison retiré par l'éditeur et distribué par l'auteur lui-même,. Enfin, El lenguaje y los mitos déconstruisait la communication moderne ; son objectif était de prouver que le raz-de-marée progressiste manipulait la langue et la transformait de moyen de communication en moyen de promotion de la révolution culturelle.
Il est auteur de traductions, de livrets d'essais et  des tentatives historiques originales ; la plupart des 775 titres en version numérisée des écrits de Gambra, publiés en 2002, sont des contributions à des revues et à des publications dans la presse quotidienne. Depuis les années 1940, Gambra collaborait occasionnellement à la revue Arbor (es), dirigé par Calvo Serrer. Plus tard, il contribua à La Ciudad Católica, qui devint Verbo, « l'organe doctrinal de l'intégrisme catholique espagnol » « liant entre les courants intégristes, traditionalistes et carlistes »,, ainsi qu'à d'autres titres catholiques comme Tradición Católica, conservateurs comme Ateneo, ou un certain nombre d'autres revues et de bulletins carlistes plus confidentiels : Siempre p'alante, La Santa Causa, Montejurra (en) et Azada y Asta, progressivement mis à l'écart des deux derniers par leur direction progressiste,. Pendant plusieurs décennies, il fut l'auteur principal de El Pensamiento Navarro (es). À la fin du franquisme et au début de la transition démocratique, il collabora avec El Alcázar et Fuerza Nueva. À partir des années 1990, il apparut dans la presse nationale principalement en tant qu'auteur de  tribunes,. Dans les années 1950, il s'engagea dans des maisons d'éditions carlistes comme Editorial Cálamo, et Ediciones Montejurra.

## Un carliste contre Franco

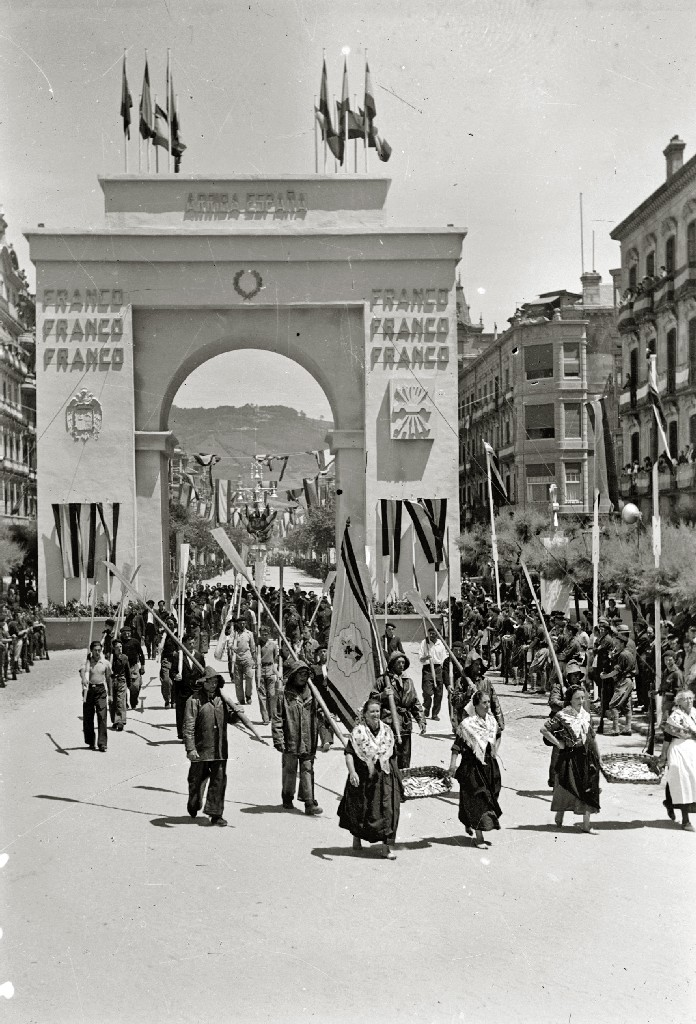
Acte célébré en juillet 1939, au tout début du franquisme, à l'occasion de la venue de Galeazzo Ciano, ministre des affaires étrangères de l'Italie fasciste.

Gambra s'est engagé dans l'Académie traditionaliste Vázquez de Mella. Avec un carlisme d'après-guerre de plus en plus fragmenté, dirigé par le régent Don Javier, indécis et difficilement joignable, il semblait pencher pour une candidature d'Édouard Nuno de Bragance — prétendant migueliste — ; tous deux eurent un entretien amical en 1941,, mais le jeune Gambra demeura finalement loyal envers le régent, et devint un partisan des Bourbon-Parme. Installé en Navarre en 1943, il aida les monarchistes français à fuir la terreur nazie à travers les Pyrénées pour se rendre en Espagne. Entre la fin des années 1940 et le début des années 1950, il s'imposa comme une figure influente et un important dirigeant du carlisme basco-navarrais, ; en 1953, il entrait officiellement dans le Comité provincial (Junta provincial).
À partir de l'émergence de la branche carliste dissidente pro-franquiste dite carloctaviste au milieu des années 1940, Gambra se montra de plus en plus inquiet de la régence prolongée de don Javier. Refusant tout compromis avec les rodeznistes — une autre ramification traditionaliste et collaborationiste avec le régime franquiste —, au début des années 1950 il finit par conclure que don Javier devrait revivifier le mouvement en mettant fin à la régence et en déclarant sa propre prétention au trône, ce qu'il fit finalement en 1952 en publiant l'Acto de Barcelona, une proclamation également considérée comme une redéfinition majeure de la question dynastique carliste, co-écrite par Gambra,,. Ses livres sur la monarchie traditionaliste l'établirent en tant que théoricien reconnu au sein du carlisme. En 1954, il entra à la sous-commission de la culture de la Commission de culture et propagande de l'exécutif carliste, le Comité national (Junta Nacional).
La place accordée à Gambra dans le champ politique du milieu des années 1950 est très variable selon les auteurs. Certains le comptent parmi un secteur immobiliste, celui des suiveurs de l'ancien leader carliste Manuel Fal Conde, tandis que d'autres suggèrent qu'il accusa Fal Conde de manquer d'intransigeance et qu'avec d'autres Navarrais comme les frères Joaquín (es) et Ignacio Baleztena (es), il s'opposa à lui depuis des positions encore plus antifranquistes,. Après l'adoption par le carlisme d'une stratégie prudente de rapprochement du régime, Gambra resta fidèle à ses positions et fustigea la voie collaborationniste officielle du nouveau leader, José María Valiente.
Mal à l'aise face aux hésitations continues de don Javier, Gambra était prudemment favorable à l'invitation de son fils Charles-Hugues dans la politique espagnole, qu'il rencontra pour la première fois en 1955. Bien que perplexe devant sa méconnaissance des affaires espagnoles,,, c'est Gambra qui le présenta au rassemblement carliste de 1957 à Montejurra,,,. À la fin des années 1950, Gambra appréciait son dynamisme et son attachement à la loyauté dynastique ; il appréciait également les jeunes personnalités de son entourage, notamment Ramón Massó (es), ancien disciple de Gambra à l'académie Vázquez de Mella. Appréciant ce jeune Catalan communiquant facilement avec la foule, au tournant des décennies, Gambra a collabora avec lui et d'autres ; Gambra ne se rendit pas compte que, s'ils suivaient des tendances mellistes et fédéralistes, ils le considéraient comme excessivement réactionnaire et abordaient son enseignement de manière très sélective. Ce n’est qu’au début des années 1960 que Gambra se rendit compte que les huguistas tentaient de déjouer les traditionalistes ; n'ayant pas réussi à empêcher leur implantation dans les structures du parti, vers 1963, Gambra se dissocia du carlohuguismo pour se lancer dans un affrontement ouvert contre lui.

## Contre le progressisme carliste

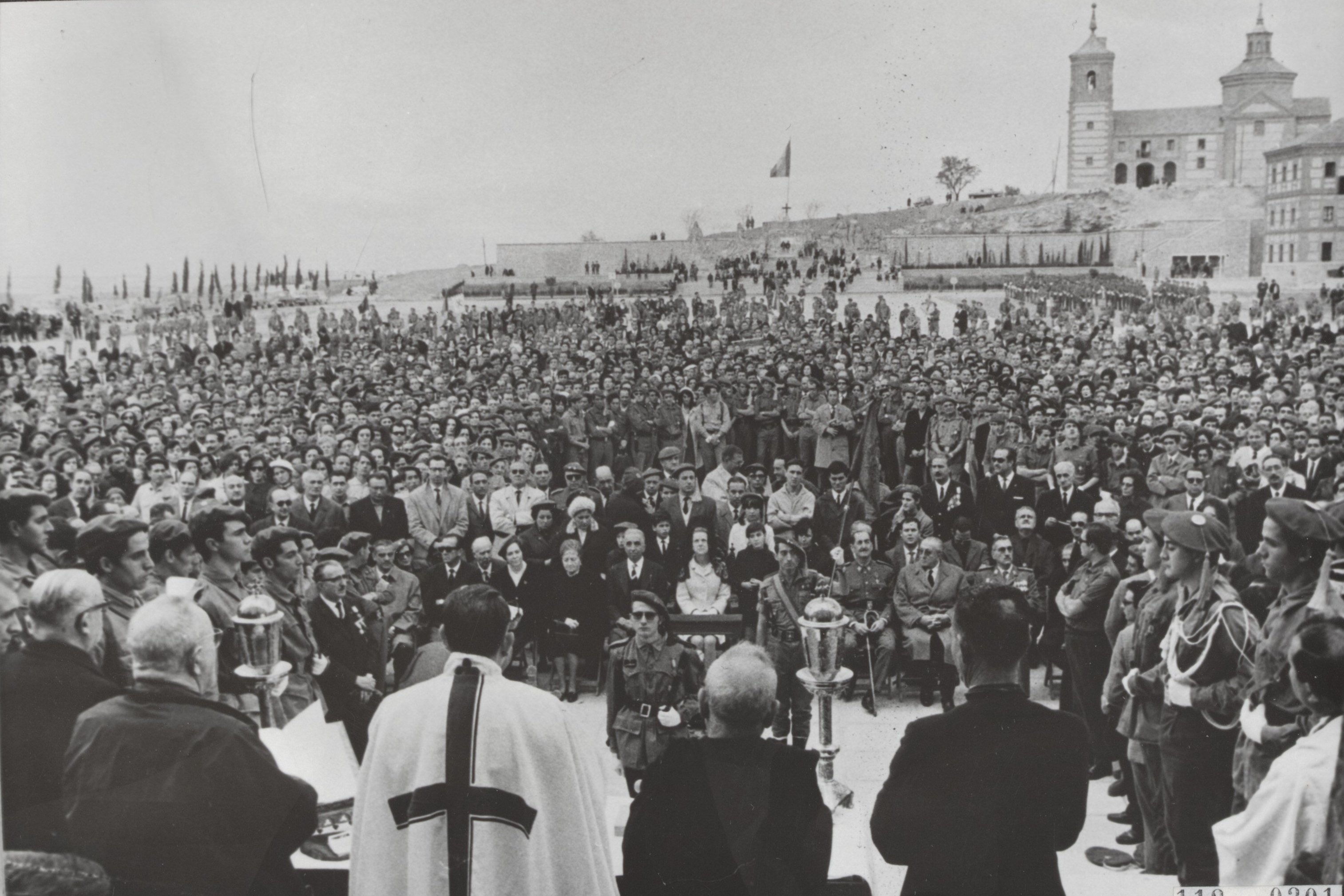
Rassemblement carliste en 1966.

En 1963, Gambra cofonda le Centre d'études historiques et politiques General Zumalacárregui ; bien qu'affilié au Movimiento Nacional,, il était conçu comme un groupe de réflexion et de diffusion du traditionalisme contrecarrant la vision progressiste des huguistas,. Outre les publications et l'organisation d'événements mineurs, son activité culmina avec deux Congrès des études traditionalistes, organisés en 1964 et 1968,. Alors que les partisans de Charles-Hugues connaissaient un essor, Gambra penchait pour un rapprochement de toutes les branches carlistes séparées du parti au cours des 20 années précédentes : rodeznistes, carloctavistes, sivattistes et d'autres politiciens récemment expulsés comme José Luis Zamanillo ou Francisco Elías de Tejada. La question dynastique mise à part, ils étaient supposément unis par la loyauté aux principes traditionalistes et l'opposition au nouveau penchant socialiste. Ce projet ne fonctionna pas jusqu'au début des années 1970, avec l'émergence d'une structure éphémère organisée dans le style des anciens Requetés.
À cette époque, Gambra concentra ses efforts sur un plus grand raffinement de la pensée traditionaliste à travers des collaborations dans des revues spécialisées et des conférences ; ces effort culminèrent dans l'opuscule ¿Qué es el carlismo? (1971), exposé concis de la doctrine écrit avec Elías de Tejada et Puy Muñoz (gl). Au milieu des années 1970, il était également très engagé dans une guerre de propagande contre les partisans de Charles-Hugues. Ce dernier fustigea son accord avec la ligne éditoriale « ultra-fasciste » d’El Pensamiento Navarro et sa « position ultramontaine » ; Gambra mobilisa les traditionalistes pour contester l'emprise progressiste sur le carlisme et, avant le rassemblement de Montejurra de 1976, au cours plusieurs personnes moururent, appela à « l'assistance massive des véritables traditionalistes, qui dissipera les gestes et paroles, 'déclarations' et 'manifestes', simplement inadmissibles, intolérables ».
Durant les dernières années de la dictature et pendant la transition, Gambra, toujours opposé au phalangisme et au franquisme, se rapprocha du bunker post-franquiste pour contrer les changements sociétaux — passage à une société de consommation moderne et laïque — ; il s'exprima contre la Constitution de 1978, se rangea du côté de Fuerza Nueva de Blas Piñar jusqu'à la dissolution du parti en 1982 et tenta de s'opposer aux changements en intervenant dans des journaux ; il compara le contexte de la transition tardive à celui qui avait précédé la guerre civile. Il resta en marge de la politique ; lorsque de multiples groupuscules traditionalistes s'unirent dans la Communion traditionaliste carliste (es) (CTC) en 1986, Gambra se concentra plutôt sur les organisations de jeunesse carlistes, le patrimoine culturel et l'éducation.

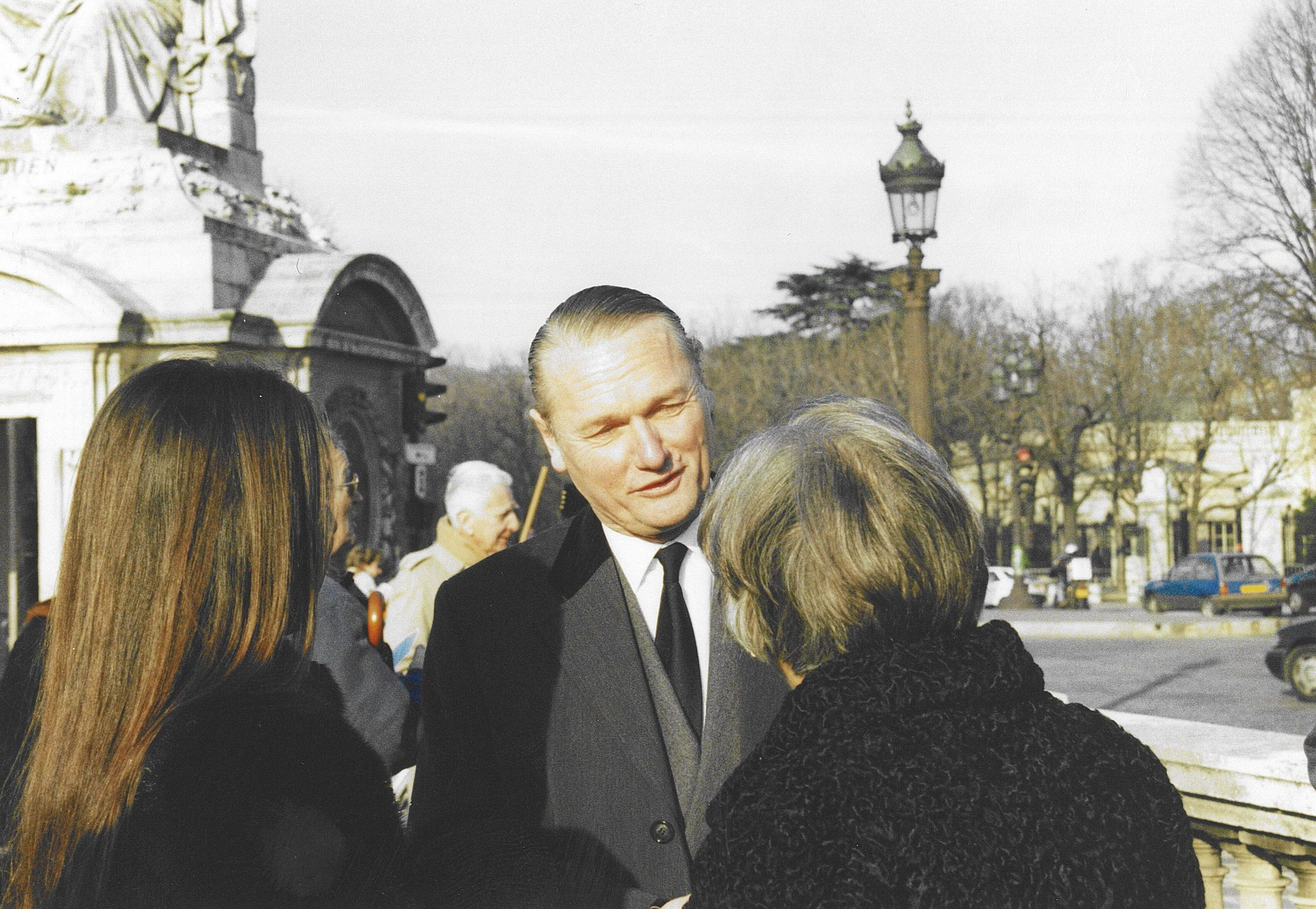
Sixte-Henri de Bourbon-Parme en 1999.

À la fin des années 1980 et au début des années 1990, Gambra était considérée comme une autorité de la théorie du traditionalisme. Cela fut reconnu lors de célébrations d'hommage organisées en 1998, bien que la reconnaissance officielle soit venue 3 ans plus tard. En 2001, Sixte-Henri de Bourbon-Parme, le fils cadet de Don Javier, se faisant le porte-drapeau de la Tradition (bien qu'il ne puisse prétendre ni au trône ni même à la régence carliste), nomma Gambra chef de son secrétariat politique. Tous les traditionalistes ne reconnurent pas l'autorité de Gambra ; les carloctavistes et la CTC — n'admettant d'allégeance à aucune lignée dynastique — se dissocièrent de la nomination. Assumant la direction politique des carlistes partisans de Sixte, Gambra, âgé de 81 ans, considérait son élévation comme une autre croix à porter, bien qu'il demeurât très actif compte tenu de son âge ; sa dernière apparition publique eut lieu lors de la fête de la colline des Anges en 2002.

## Réception et héritage
Gambra commença à émerger en tant que théoricien traditionaliste notable au milieu des années 1950. À la fin des années 1960, il était déjà une autorité reconnue au sein du mouvement et au-delà, les premières séances d'hommage en son honneur étant organisées en 1968 ; à cette époque, ses livres sur la culture et le christianisme le firent également connaître auprès d'un public national plus large. Au transition à la fin des années 1970, ses œuvres furent démodées au point d'être retirées des librairies,. Après la publication en 1983 de El lenguaje y los mitos, il commença à disparaître du discours public, publiant soit dans des revues spécialisées, soit dans des titres de presse partisane. Au sein du traditionalisme, il devint une figure emblématique, honorée lors d'un hommage en 1998 et par une monographie de Miguel Ayuso publiée la même année. Il a remporté de nombreux prix, tous décernés par des institutions conservatrices,.
Gambra a été qualifié de  « penseur », « publiciste » ou « essayiste ». Ses travaux ont été rangés le plus souvent dans la philosophie, plus rarement dans l'historiographie ou la science politique,. Dans le champ du traditionalisme, il est considéré comme un théoricien secondaire, qui n'a pas réussi à apporter une contribution originale et a plutôt été un rénovateur de la pensée antérieure. En tant qu'historien, Jordi Canal le rattache au courant « pseudo-scientifique » de l'« historiographie traditionaliste » ; cette approche est contestée par Alfonso Bullón de Mendoza — lui-même rattaché à une historiographie traditionaliste plus récente, mais dont les travaux ont néanmoins été appréciés pour leur scientificité — Il est parfois considéré comme un membre de la  des membres de la « Génération de 1948 ».